# Obersulm
Obersulm là một đô thị nằm ở huyện Heilbronn, bang Baden-Württemberg, Đức. Thành lập vào thập niên 1970, nơi đây nằm cách Heilbronn 12 km về phía đông. Đô thị này có diện tích 31,08 km², dân số thời điểm 31 tháng 12 năm 2020 là 13.989 người.